# Fissistigma cavaleriei
Fissistigma cavaleriei là loài thực vật có hoa thuộc họ Na. Loài này được (H.Lév.) Rehder mô tả khoa học đầu tiên năm 1929.